# Coelogyne pantlingii
Coelogyne pantlingii är en orkidéart som beskrevs av S.Z. Lucksom. Coelogyne pantlingii ingår i släktet Coelogyne, och familjen orkidéer. Inga underarter finns listade i Catalogue of Life.